# رابرت موگ
دکتر رابرت آرتور موگ (به انگلیسی: Dr. Robert Arthur Moog) - (۲۳ می ۱۹۳۴–۲۱ اوت ۲۰۰۵) از پیشروهای موسیقی الکترونیک در آمریکا بود، که بیشترین معروفیت را برای اختراع سینث سایز موگ بدست آورد. رابرت موگ با اختراع مدل کاملاً جدیدش انقلابی در صنعت ساخت سینث‌سایزرها انجام داد که در سال ۱۹۶۸ توسط وندی کارلوس در آلبوم باخ روزآمد استفاده شد، اثری محبوب که صدای سینث‌سایزرها را به موسیقی‌دان‌های بسیاری معرفی کرد.